# Sint-R'mey
Saint-Remy (francès) - Sint-R'mey en való - és un nucli del municipi belga de Blegny a la província de Lieja a la regió valona. Es troba al marge del Bolland a una altitud de 119 sobre el nivell mitjà del mar.
La part a la riba esquerra del Bolland pertanyia a la senyoria de Cheratte, l'altra riba i el llogaret de Supexhe depenien de l'Abadia de Val-Dieu, ambdós feus dins del comtat de Dalhem, El comtat passà el 1244 al duc de Brabant. Des d'aleshores, el poble va seguir la sort de les Disset Províncies. El seu nom prové de Remigi de Reims, sant patró de l'església católica parroquial.
El 1661, després del Tractat de partició amb Castella queda un exclavament de la República de les Set Províncies Unides fins que al Tractat de Fontainebleau (1785) passà als Països Baixos austríacs durant el regne de Josep II del Sacre Imperi Romanogermànic. Després del Tractat de Fontainebleau de 1814 passà al Regne Unit dels Països Baixos i el 1830 a Bèlgica. El 1977 va fusionar-se amb Blegny.

## Galeria

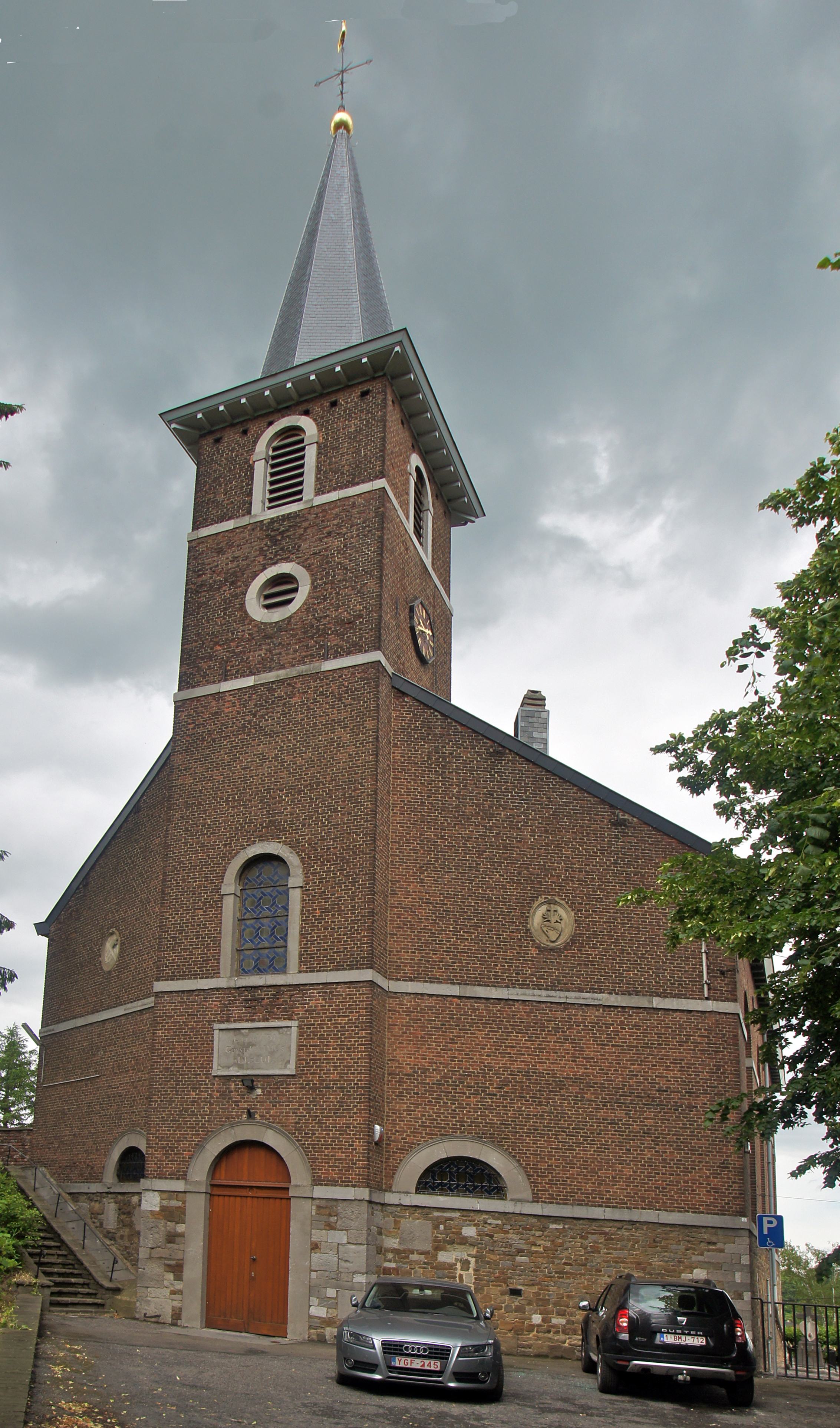
Església de Saint-Remy
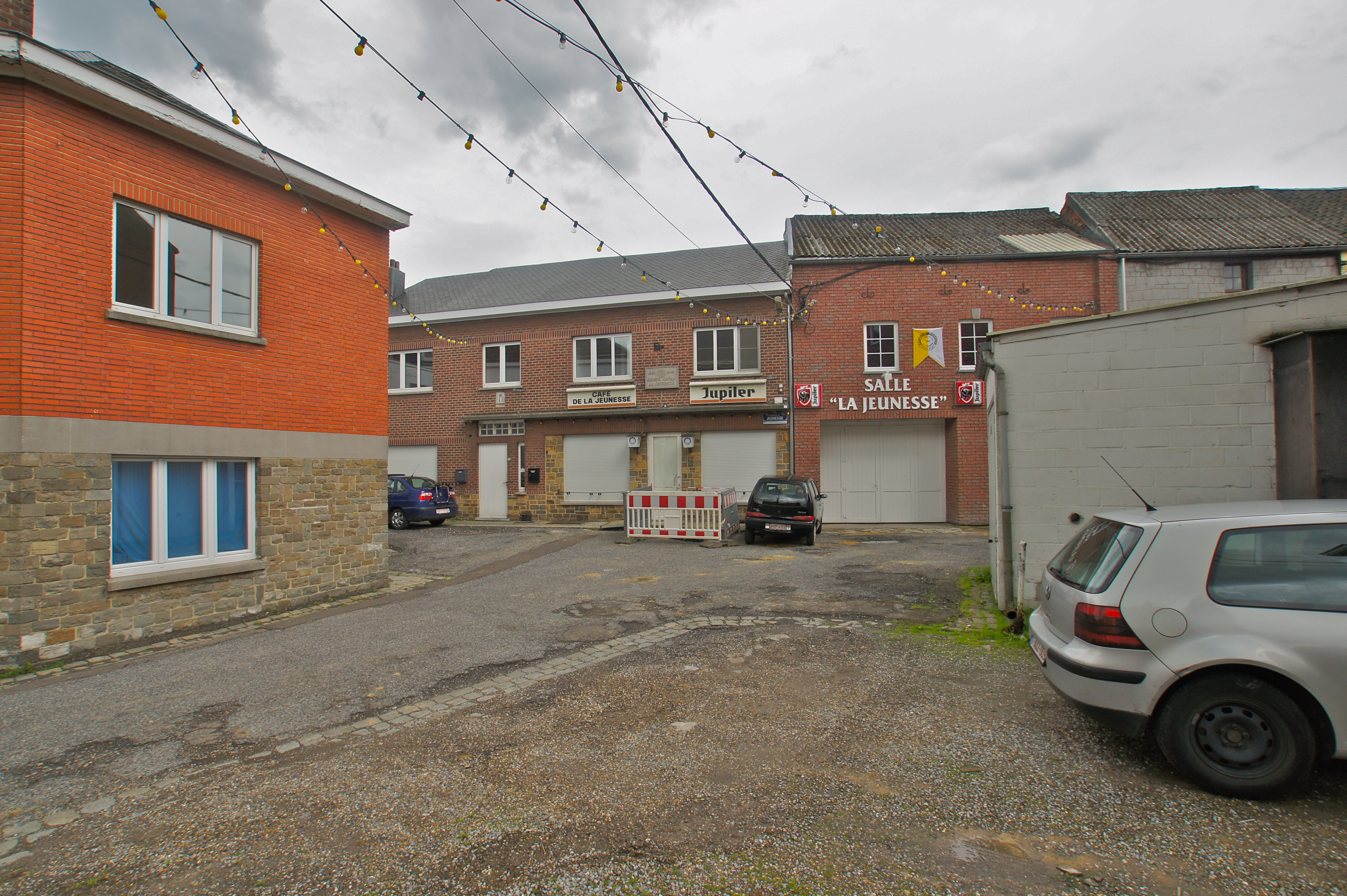
Casal de la Joventut
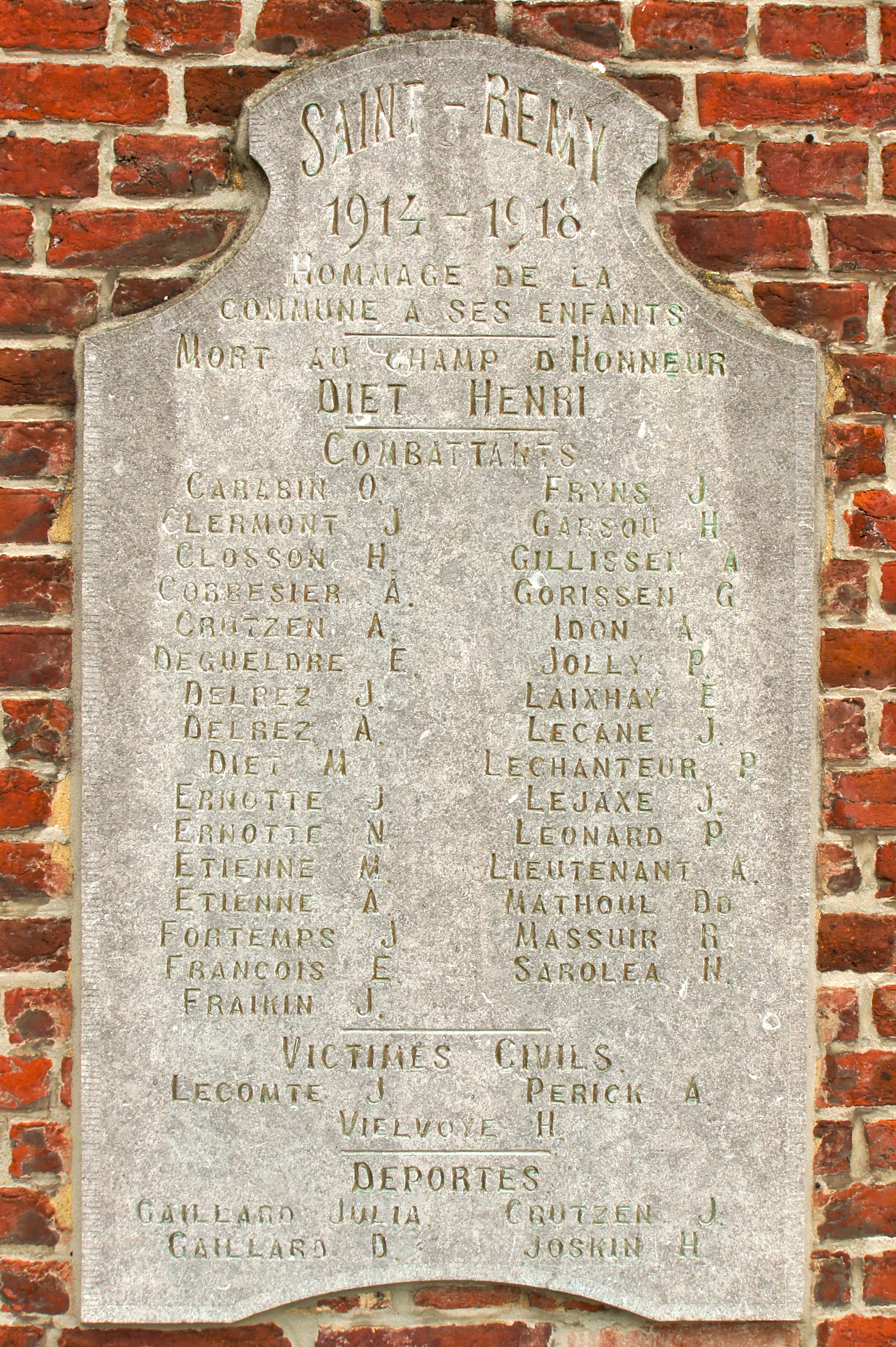
Monument a les víctimes de la Primera Guerra Mundial
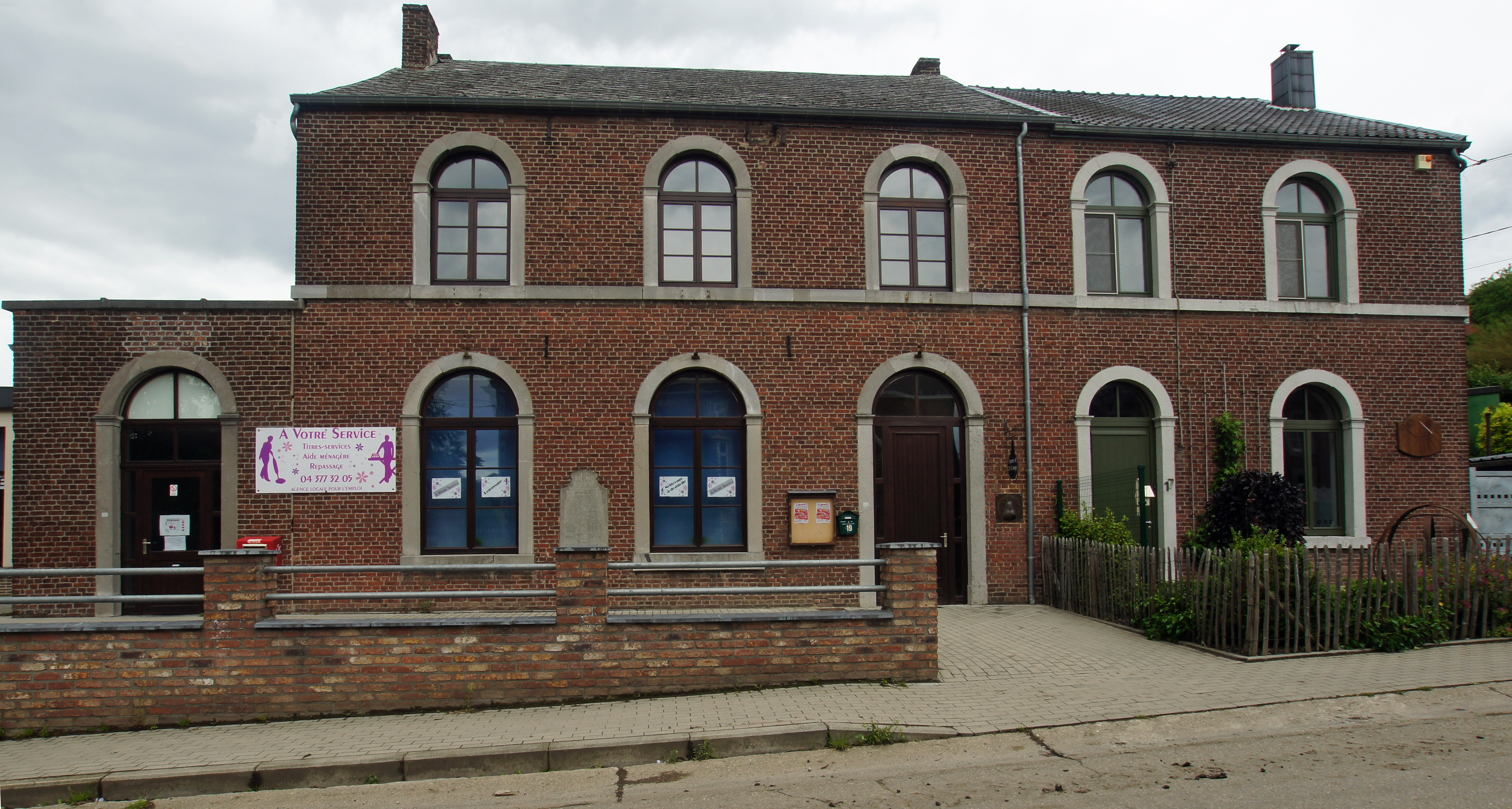
Escola municipal
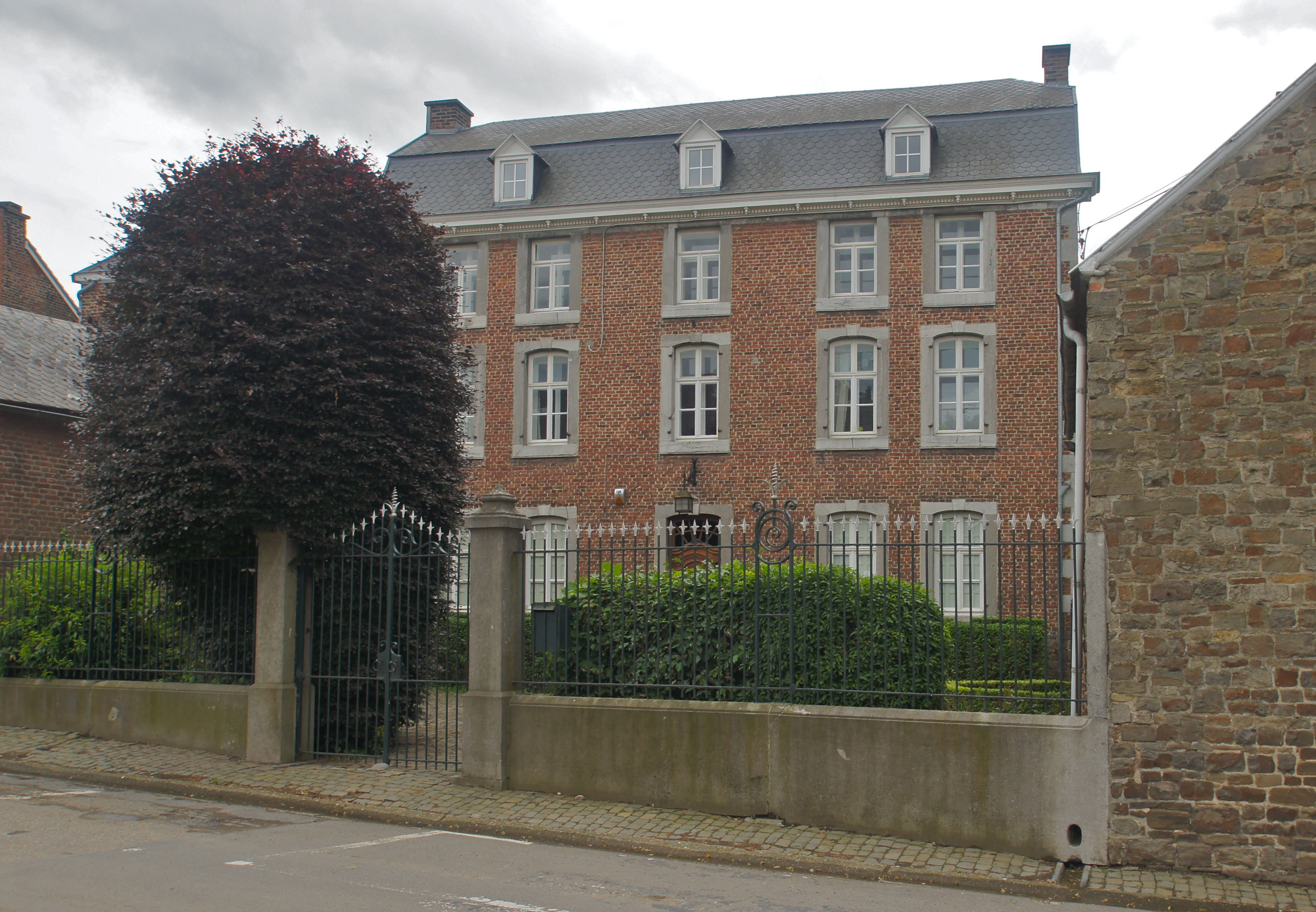
Casal a la riba dreta del Bolland
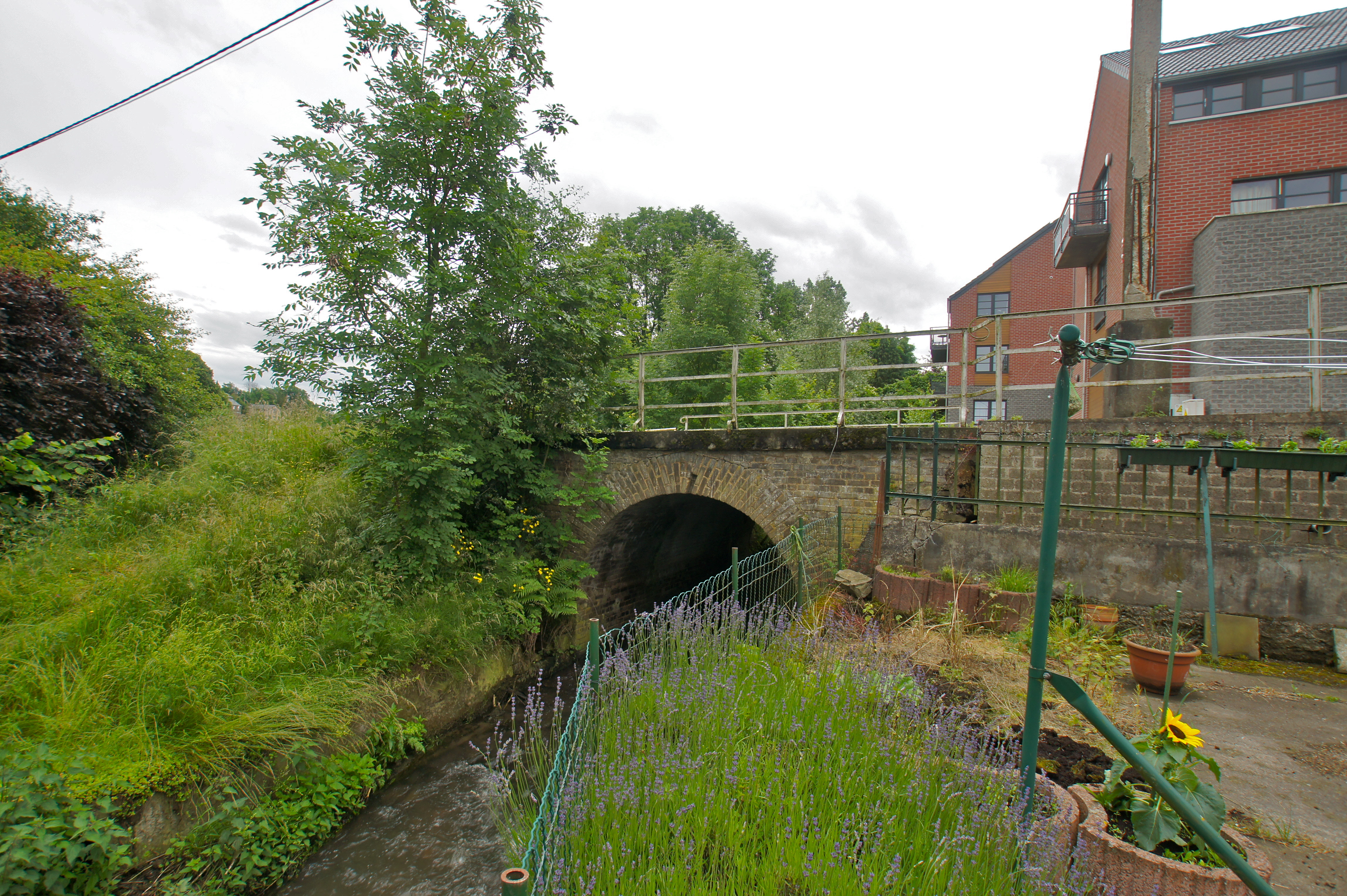
Pont al Bolland, antigament la frontera entre el domini de l'Abadia de Val-Dieu i de Cheratte